# 윤계종
윤계종(尹繼宗 ? - 1346년 9월)은 고려시대의 문신이자 외척으로 충혜왕의 장인이자 희비(禧妃)의 친정아버지이고, 충정왕의 외할아버지이다. 고려시대의 장군 윤관의 후손으로, 윤관의 셋째 아들 윤언이의 6대손이다. 찬성사(贊成事)를 역임하였다. 본관은 파평이다.
1339년 충혜왕이 재즉위(重祚, 1339년)하여 충숙왕비인 경화공주(慶華公主) 백안홀도(伯顔忽都)를 능욕하자 수치심을 느낀 백안홀도는 원나라로 돌아가려 하였으나 충혜왕의 명을 받아 마시(馬市)를 금하게 하여 말들을 움직이지 못하게 하여 백안홀도의 발을 묶었다. 그 뒤 충목왕 때에 정동행성중서성의 이문으로 재직하며 공전을 뇌물로 받았다 하여 정치도감을 강화할 때 양광도 안렴사 김규의 탄핵을 받았다. 벼슬이 찬성사에 이르러 죽었다.

## 가족 관계
- 부인 : 여흥민씨, 민적의 딸, 조부는 민종유
  - 아들 : 윤인귀
  - 딸 : 희비 윤씨
  - 사위 : 충혜왕
    - 외손자 : 충정왕
- 동생 : 윤안숙, 정현왕후의 아버지 윤호의 5대조, 정희왕후의 아버지 윤번의 증조할아버지

## 같이 보기
- 윤언이
- 윤관
- 윤돈신
- 충혜왕
- 경화공주
- 윤번

## 참고 자료
- 고려사